# Aeroportul Ixtapa-Zihuatanejo
Aeroportul Ixtapa-Zihuatanejo (IATA: ZIH, ICAO: MMZH) este un aeroport din Zihuatanejo⁠(d), Zihuatanejo de Azueta Municipality⁠(d), Guerrero, Mexic ce deservește zona Ixtapa Zihuatanejo⁠(d). Aeroportul a fost tranzitat în 2023 de 654.392 de pasageri. A fost numit după zona deservită.
Situat la o altitudine de 8 m, aeroportul dispune de 1 pistă. Este operat de Grupo Aeroportuario Centro Norte⁠(d).

## Infrastructură

### Piste
Aeroportul dispune de o singură pistă. Pista are orientarea 08/26. 